# I-Feel-Like-I'm-Fixin'-to-Die Rag
I Feel Like I'm Fixin' to Die-Rag, kanske mer känd utan "Rag" på slutet, men tar man bort det blir det namnet på albumet istället, är en sång från 1967 skriven av Country Joe McDonald. Det här har kommit att bli en av de absolut kändaste protestlåtarna som gjordes mot Vietnamkriget. Det finns två kända versioner av den, dels en studioversion med gruppen Country Joe and the Fish som blev en långkörare på Tio i topp i Sverige, dels en liveversion inspelad på Woodstockfestivalen där McDonald (som körde den solo) fick hela publiken att sjunga med när de upptäckte att låten var en låt emot kriget i Vietnam. Den fick stort genomslag bland ungdomen i USA, då de framförde protesten på ett ironiskt sätt. Låten spelades mycket på amerikansk FM-radio, som på den tiden var ledande inom undergroundmusik (AM var ledande inom pop).
Studioversionen gavs ut i Europa som singel 1968, B-sidan på den svenska pressningen var "Rock and Soul Music", som också skulle komma att bli inledningsspår till deras kommande album Together. Låten nådde listplacering som singel i vissa länder 1969-1970, bland annat Sverige och Danmark.

## Listplaceringar
| Lista (1969-1970) | Position         |
| ----------------- | ---------------- |
| Danmark           | 3 DR ("Top Ti")  |
| Frankrike         | 25               |
| Nederländerna     | 16               |
| Sverige           | 4 (Kvällstoppen) |
| Sverige           | 1 (Tio i topp)   |